# Rio Bashilo
O Rio Bashilo também conhecido como o Beshitta é um curso de água da Etiópia que nasce a oeste da Kutaber na região de Amhara.